# 팔달산
팔달산(八達山)은 대한민국 경기도 수원시의 산이다. 옛이름은 탑산이다.
이태조가 조선을 개국하고 탑산에 은거해 있는데 고려말 3학사 중 한 분이 조정에 내려올 것을 누차 권고했으나 끝내 내려오지 않았다. 그래서 화공을 시켜 탑산을 그려오라 했다 한다. 그림을 본 이태조는 "역시 아름답고 사통팔달한 산"이라고 하며 산이름을 팔달산이라 명명하였다. 팔달산에 오르면 수원을 한눈에 볼 수 있고 수원성곽이 고스런히 보존되어 있어 역사의 산교육장이다.
1948년 8월 15일 한국의 독립을 기념해 일제 순사 노구찌의 순국비를 부순 자리(중포산)에 대한민국독립기념비를 세웠다. 1969년 3월 1일 삼일동지회는 삼일독립기념탑을 팔달산에 세우고 대한민국독립기념비를 새 기념탑 옆으로 옮겼다.

## 문화재
- 수원 팔달산 지석묘군 - 경기도 기념물 제125호

## 사진

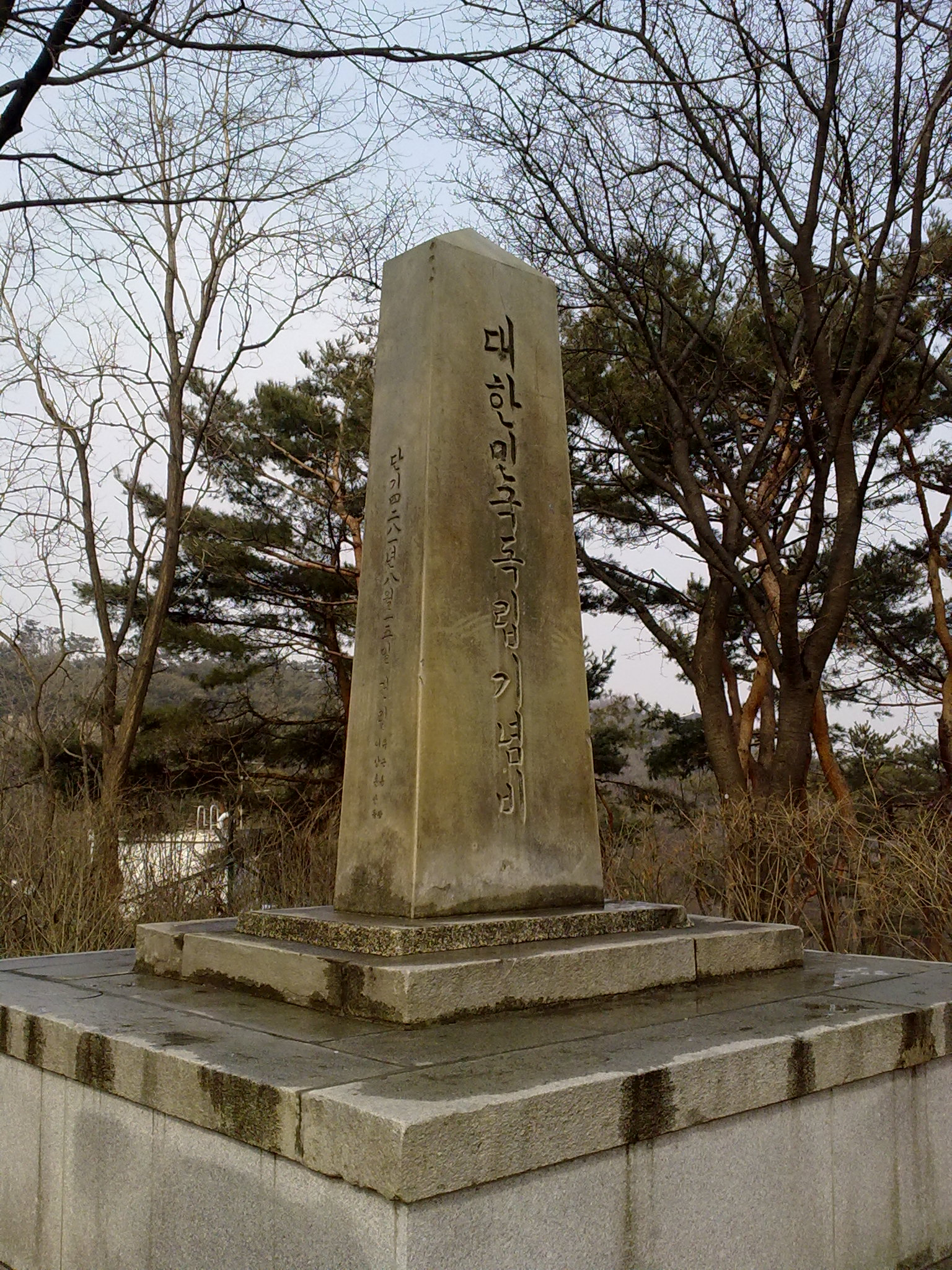
대한민국독립기념비
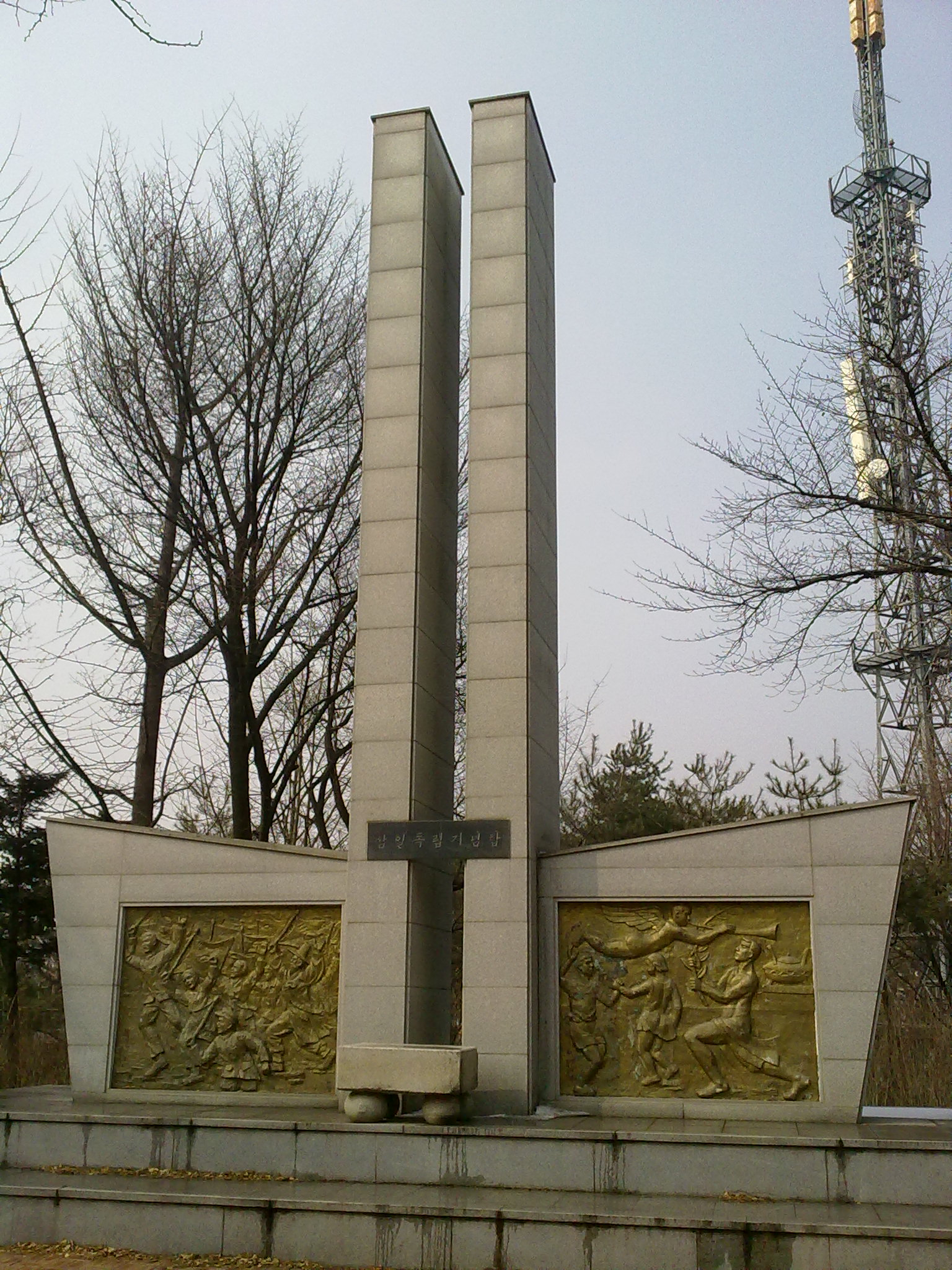
삼일독립기념탑

## 사건사고
- 2014년 수원 팔달산 토막 살인 사건이 발생하였다.

## 같이 보기
- 한국의 산